# بيت حيان (العدين)

تعديل مصدري - تعديل

بيت حيان محلة تابعة لقرية وادي اللاهل، التابعة لعزلة الغضيبة بمديرية العدين إحدى مديريات محافظة إب في الجمهورية اليمنية.، بلغ تعداد سكانها 51 حسب تعداد اليمن لعام 2004.